# 2014年俄罗斯反战示威
2014年俄罗斯反战示威是2014年俄罗斯吞并克里米亚后在俄罗斯爆发的一系列反战抗议活动。示威者分别在2014年3月2日和3月15日举行了示威，3月15日的反战示威活动又被称作和平行进（俄语：Марш Мира）。2014年3月16日，克里米亚独立公投举行。这场示威是继2011年-2013年俄罗斯示威后俄罗斯境内最大规模的示威，据路透社报道，约有2万人参与了3月15日的示威活动。  

## 时间线
2014年3月1日，有五人在俄罗斯联邦委员会大楼前抗议俄罗斯入侵乌克兰时被捕。3月2日，约有200人在俄罗斯国防部门前抗议俄罗斯对乌克兰的军事干预。另各有500人在莫斯科驯马场广场和圣彼得堡圣以撒广场示威。约有11名示威者在叶卡捷琳堡进行示威，反对俄罗斯对乌克兰的军事干预，并挥舞乌克兰国旗。
据报道，3月15日，约有400到600人参加叶卡捷琳堡的反战集会，其中包括叶卡捷琳堡市市长叶夫根尼·罗伊兹曼。同日，车里雅宾斯克也举行了反战集会。
摇滚音乐家安德烈·马卡列维奇（Andrey Makarevich）也表达了对俄罗斯军事干预的反对，他写道：“你想要和乌克兰开战吗？这次不会像是2008年那样了，独立广场上的人们很清楚他们为了什么而战——为了他们自己的祖国独立……我们必须要与他们和平共处，当然，他们想怎么生活，取决于他们的意愿……”莫斯科国立国际关系学院哲学系教授安德烈·祖博夫（Andrey Zubov）因发表批评俄罗斯军事干预的文章而被解雇。
3月2日，俄罗斯驻伦敦、柏林、维尔纽斯和安卡拉的大使馆外均有反对俄罗斯军事干预乌克兰的抗议。 

### 和平行进

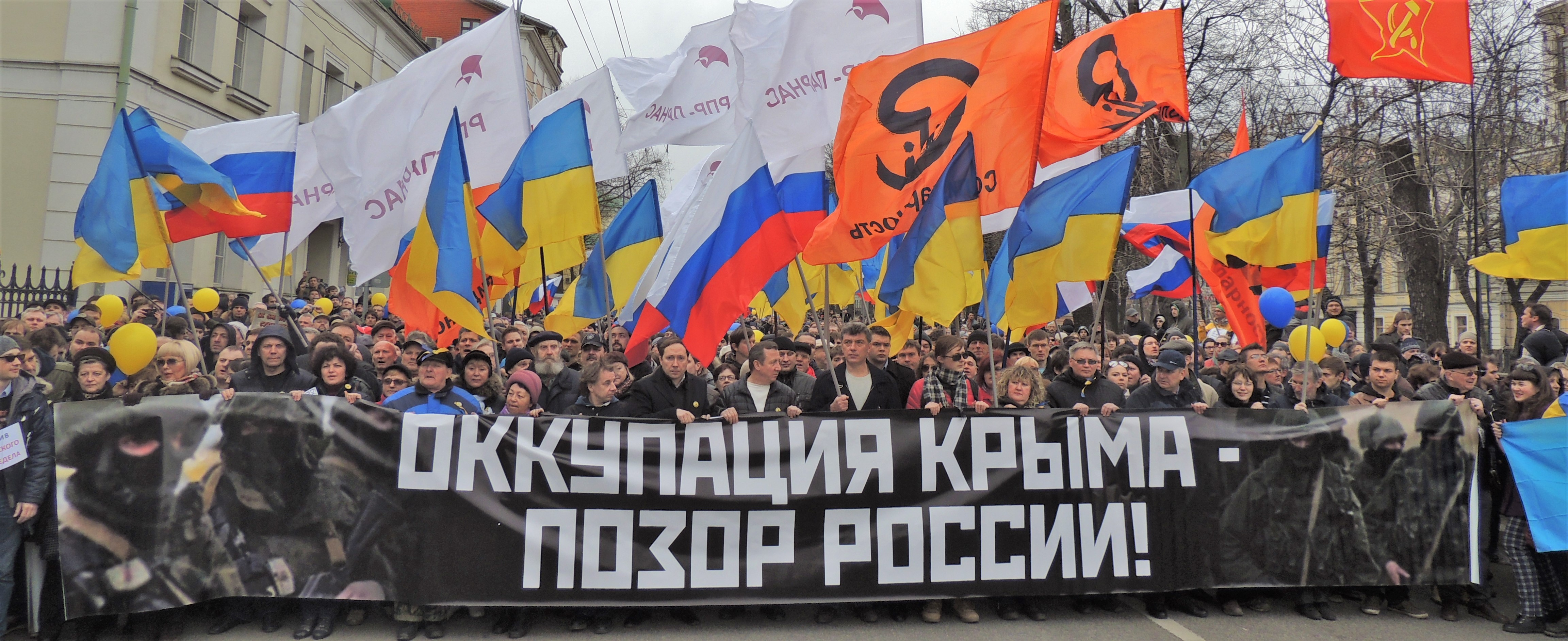
标语：“占领克里米亚是俄罗斯的耻辱！”

3月15日，在科隆和俄罗斯驻德国波恩领事馆外也发生了反对俄罗斯干预克里米亚的抗议活动。 8 月，约有 12 人在乌克兰驻莫斯科大使馆外因抗议俄罗斯总统弗拉基米尔·普京而被捕。 

### 9月21日

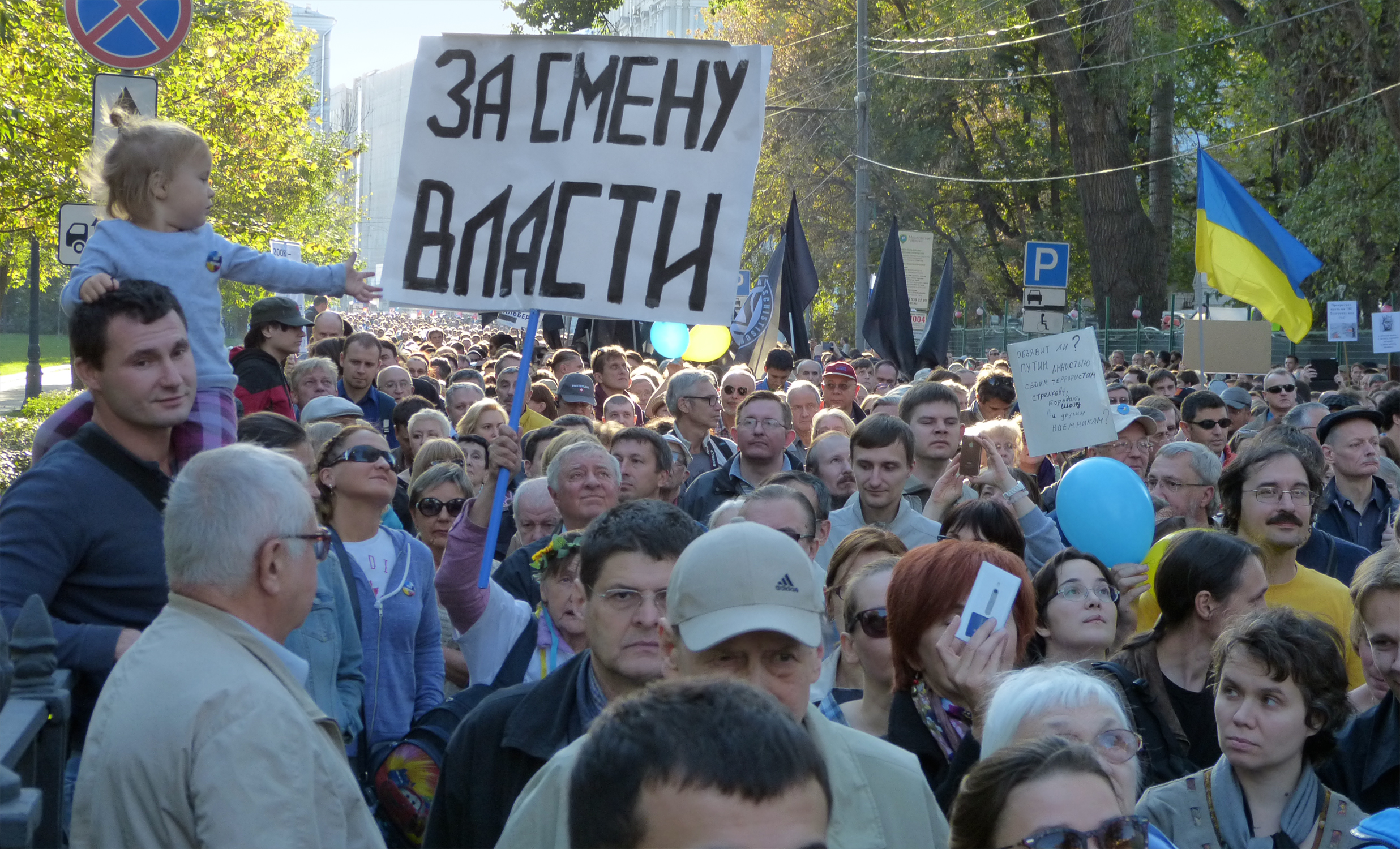
摄于2014年9月21日，莫斯科。

2014年9月21日，约五千至两万人参加了莫斯科普希金广场的反战集会。据《华盛顿邮报》报道，有“成千上万的人在警察的密切监视下参加了反战集会”。反战示威者与亲政府示威者之间发生了一些摩擦，但新闻中均没有报道有暴力事件或有人被逮捕。另有约一千人在圣彼得堡喀山主教堂外抗议俄罗斯干预乌克兰。

## 反战大会
2014年3月19日，俄罗斯知识分子反战大会在莫斯科召开，并发布宣言： 

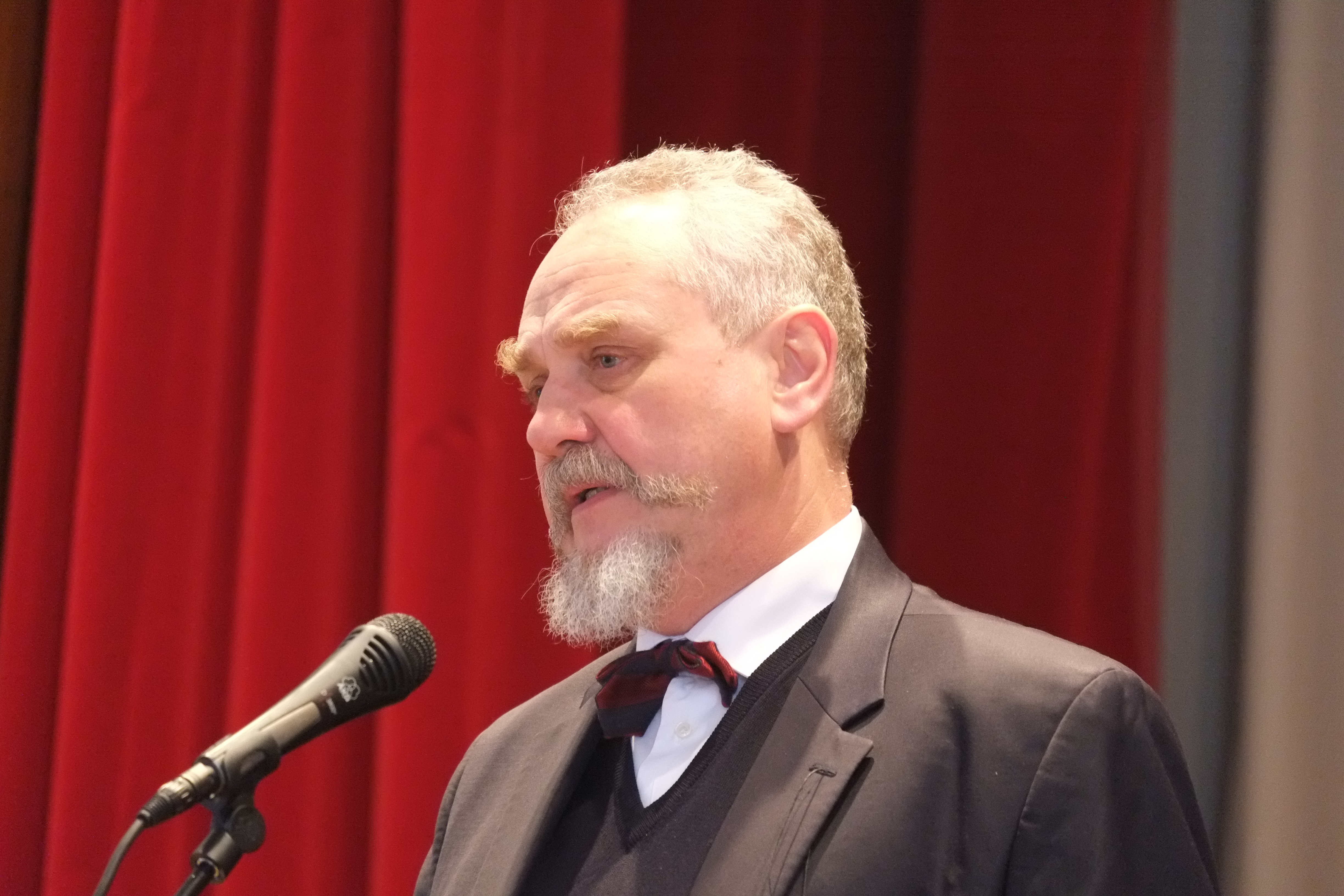
知识分子代表在大会上发言。

我们，俄罗斯知识分子的代表，有义务警告当局不要犯历史性的错误：当局企图控制乌克兰的一部分领土，而乌克兰是我们的兄弟国家。

## 俄罗斯科学家的公开信
2014年3月19日，一众俄罗斯科学家向俄罗斯数字发展、通信与大众传媒部发表了一封公开信，要求检查德米特里·科瑟列夫的电视节目中是否存在极端主义和煽动种族仇恨的迹象。